# Headingley Cricket Ground
 (avril 2025).
Si vous disposez d'ouvrages ou d'articles de référence ou si vous connaissez des sites web de qualité traitant du thème abordé ici, merci de compléter l'article en donnant les références utiles à sa vérifiabilité et en les liant à la section « Notes et références ».
Headingley Cricket Ground est un terrain de cricket anglais situé à Leeds dans le Yorkshire de l'Ouest. Propriété du Yorkshire County Cricket Club, qui y joue la majeure partie de ses matchs, le stade a une capacité de 17 000 places. Il accueille des matchs de l'équipe d'Angleterre depuis 1899. Il fait partie d'un complexe sportif, Headingley Stadium.

## Les transports en commun
- Gare de Headingley - 600m
- Gare de Burley Park - 700m